# 塔尼 (芒什省)
塔尼（法語：Tanis）是法国芒什省的一个市镇，属于阿夫朗谢区（Avranches）蓬托尔松县（Pontorson）。该市镇总面积7.49平方公里，位于法国西北部，2009年时的人口为313人。

## 人口
塔尼人口变化图示